# Священнические череды
Священнические череды́ (последовательности; очереди; др.-евр. משמרות‬; «мишмары») — в еврейской истории, во времена иерусалимского второго храма, проведение иудейской священнической и левитской службы по очереди. Согласно ветхозаветному тексту Паралипоменон, подобная организация служб была введена царём Давидом на склоне лет (1Пар. 24:1-19).
Всё жреческое сословие разделялось на 24 «очереди», или «мишмары» (др.-евр. משמרות‬), которые по порядку отправляли службу при храме в продолжение одной недели. Им соответствовали 24 «очереди» левитов-музыкантов и 24 очереди израильтян. Для этого вся Палестина была разделена на 24 территориальных участка, которые выбирали своих депутатов по одному из каждого города для присутствования в иерусалимском храме при богослужении. Каждая «очередь», как жреческая, так и левитская, и израильтянская, имела во главе старосту (др.-евр. ראש המעמד‬).

## Предыстория
Во время второго храма в храмовый культ был введён также жребий; обычай установился по библейскому образцу, по которому всякого рода храмовое служение распределялось по жребию.
Священники тянули жребий во всех случаях, когда было нужно (Иома, 37а, 39а — 41а, 62а — 63б, 65б; Зеб., 113б; Мен., 59б; Кер., 28а). В Тамиде, І, 2 говорится, что заведующий храмом приглашал тянуть жребий. Спорили о том, где проводить жребий, в святилище или в частном помещении (Иома, 25а). Жребий тянули последовательно четыре раза в день (М. Иома, II, 1).
В жребии участвовали 24 священнических семьи; из Вавилонского плена вернулось только 4 семьи, остальные 20 были прибавлены позже, образовав, таким образом, 24 очереди (др.-евр. משמרות‬).
При жеребьёвке смешивали имена всех и клали их в урну, קלפי‬ (др.-греч. κάλπη), затем представители каждой из основных четырёх священнических очередей тянули по шесть имён (Toc. Таан., II, 1 и парал. места). Шары с начерченными на них очередьми обыкновенно делались из кипарисового дерева, обстановка жребьеметания вообще была торжественна (Иер. Иома, 41б). В храме жребий тянули руками (Иома, 39а).

## 24 череды священников

### Причины деления
Со времени разделения еврейского царства на два — иудейское и израильское — благосостояние священников и левитов значительно уменьшилось: между царями немало было нечестивых, отклонявших народ от служения истинному Богу.
Из вавилонского плена возвратились, вместе с Зоровавелем и первосвященником Иисусом, 4289 священников (Езд. 2:36—39; Неем. 7:39—42), не считая трёх священнических фамилий, которые не могли представить ясных доказательств на свое происхождение из дома Ааронова, и потому не были допущены до отправления священнических обязанностей.

### При Давиде
Правильную организацию священнической и левитской службе дал царь Давид. Он подразделил всех священников на 24 класса, по числу священнических поколений, из которых 16 принадлежали к линии Елеазара и восемь к линии Ифамара, с тем, чтобы они отправляли службу поочередно (1Пар. 24:1-19). Жребий священников выпал следующим образом:
1. Иегоиарив (1Пар. 24:7)
2. Иедаия / Jedaiah (24:7)
3. Харим / Harim (24:8)
4. Сеорим / Seorim (24:8)
5. Малхий / Malchijah (24:9)
6. Миямин / Mijamin (24:9)
7. Гаккоц / Hakkoz (24:10)
8. Авия / Abijah (24:10)
9. Иешуй / Jeshua (24:11)
10. Шехания / Shecaniah (24:11)
11. Елиашив / Eliashib (24:12)
12. Иаким / Jakim (24:12)
13. Хушай / Huppah (24:13)
14. Иешевав / Jeshebeab (24:13)
15. Вилга / Bilgah (24:14)
16. Имер / Immer (24:14)
17. Хезир (24:15)
18. Гапицец / Happizzez (24:15)
19. Петахия / Pethahiah (24:16)
20. Иезекииль (24:16)
21. Иахин / Jachin (24:17)
22. Гамул / Gamul (24:17)
23. Делаия / Delaiah (24:18)
24. Маазия / Maaziah (24:18)

Из 38 000 левитов, от 30 лет и выше, оказавшихся тогда налицо, были назначены :
- 24 000 «для дела в доме Господнем»,
- 6000 — «писцами и судьями»,
- 4000 — «привратниками»,
- 4000 — «для прославления Господа на музыкальных орудиях».

Когда была окончена постройка второго храма, священники и левиты были поставлены на службу Божию «по отделениям их, по чередам их» (Езд. 6:18-19), без сомнения — применительно к порядку, какой указан 1Пар. 23; 24.
Левитов в то время было всего 341 (Езд. 2:40—42) или 360 (Неем. 7:43—45). Со священником Ездрой из левитов не возвратился никто (Езд. 8:15); только вследствие усиленных забот Ездры их пришло потом 38 человек.
Позднее число левитов, живших в Иерусалиме, увеличилось до 463 (Неем. 11:18, 19). Иосиф Флавий говорит, что священники и левиты по временам терпели величайший недостаток в содержании. Авторитет их также значительно уменьшился.

## Сохранившиеся надписи
Ленинградским востоковедом П. А. Грязневичем в 1971 году была обнаружена в Йемене, вблизи Саны, во время археологических раскопок, надпись с самым крупным из известных до того времени фрагментом текста «Двадцати четырёх священнических чередов».
Данный текст в виде таблицы перечислял все занятые в храмовой службе роды, с указанием имени (иногда и прозвища) каждого рода, его порядкового номера и места поселения в Галилее. Таблицы с текстом «Двадцати четырех чередов» в синагогах Ближнего Востока служили для субботнего обычая упоминать священнический род, чей черёд приходился на данную неделю. Также текст «Двадцати четырёх священнических чередов» после литературной обработки (VI—XI века)
использовался для религиозных гимнов — пиютов.